# Lennie Dale

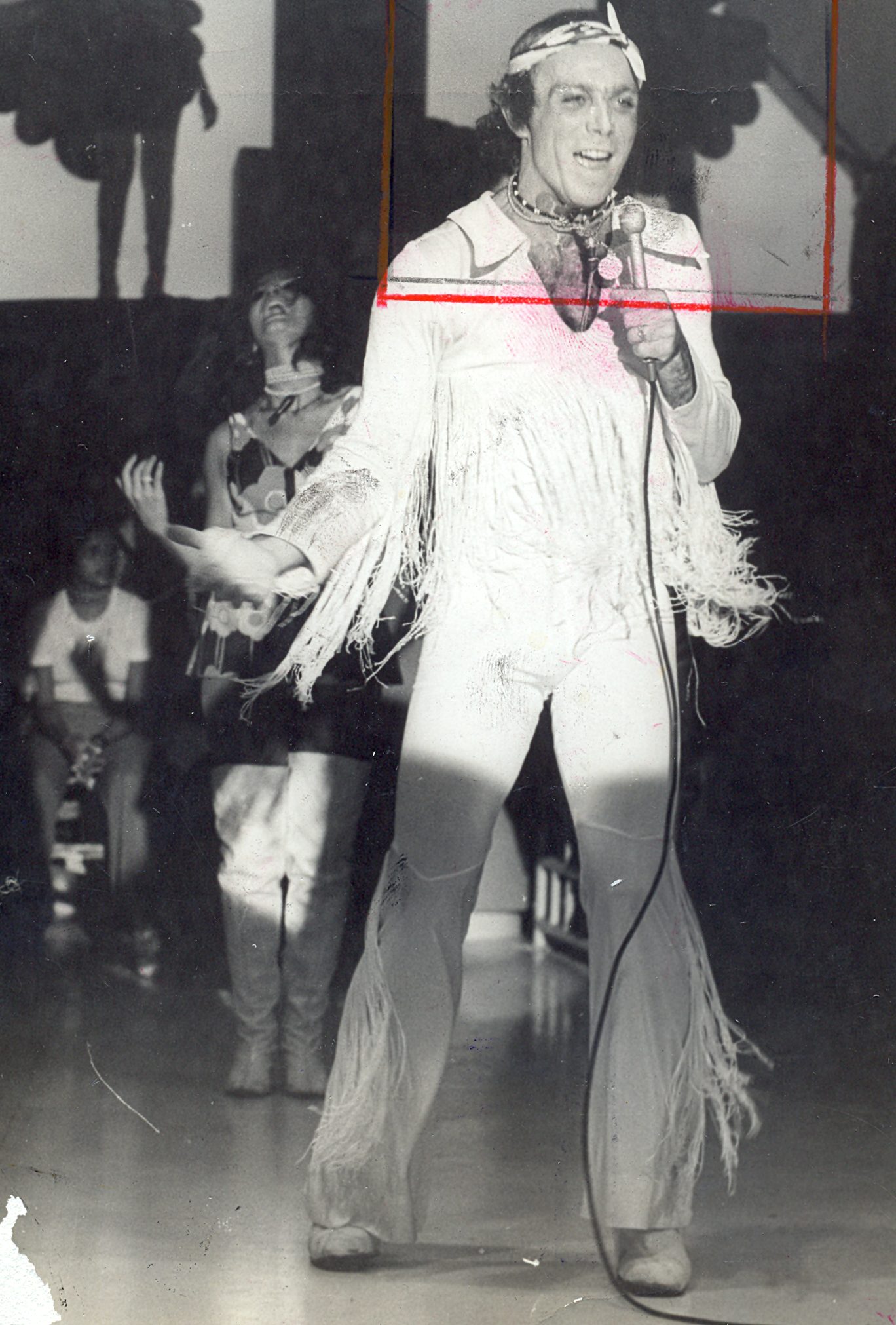
Lennie Dale, 1972.

Leonardo La Ponzina, más conocido como Lennie Dale (Nueva York, 1934 - 9 de agosto de 1994) fue un coreógrafo, bailarín, actor y cantante italoestadounidense que vivía en Brasil.

## Biografía
Llegó a Brasil en 1960, traído por el director de teatro de revistas, Carlos Machado, para realizar la coreografía de una pieza musical. A partir de ahí comenzó a quedarse en el país por períodos largos.
Figura destacada en los años 1960 y 1970 por su actuación con los artistas fundadores del movimiento musical urbano de Río de Janeiro, la bossa nova. Dirigió varios espectáculos presentados en el "Beco das Garrafas", reducto de bohemios y músicos de bossa nova.
En 1973, durante la dictadura militar en Brasil, fundó el grupo andrógino Dzi Croquetes, que se mezclaba la danza con el teatro. Por su humor irreverente, el grupo se convirtió en un símbolo de la contracultura de la época.
Lennie Dale constantemente viajaba para los Estados Unidos, donde dirigió conciertos con artistas de la talla de Liza Minnelli.
Fue una víctima del sida y desde que descubrió ser portadora del virus fue para Estados Unidos, donde tuvo la atención médica gratuita, aconsejado por su propio médico

## Discografía
- Um show de bossa… Lennie Dale com os Bossa Três (1964) Elenco LP.
- Lennie Dale e o Sambalanço Trio-Gravado no Zum Zum (1965) Elenco LP.
- Berimbau/O pato Lennie Dale e o Sambalanço Trio (1965) Elenco Compacto simples.
- Lennie Dale (1965) Elenco LP.
- A 3ª Dimensão de Lennie Dale Lennie Dale e Trio 3D (1967) Elenco LP.
- O máximo da Bossa Vários artistas (1967) Rare Elenco LP.